# Fiat Fiorino

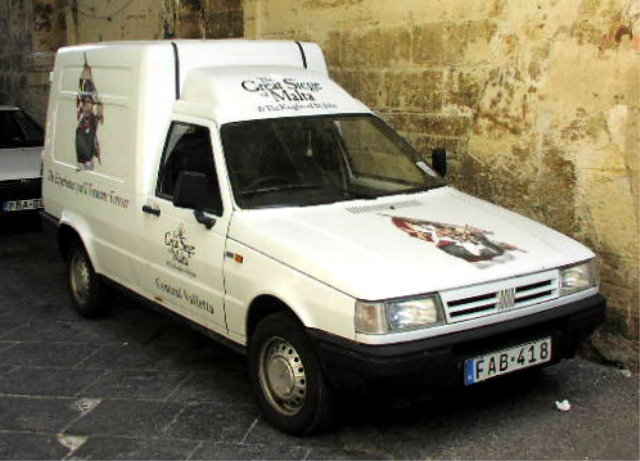
Fiat Fiorino.

Fiat Fiorino är en mindre skåpbil som baseras på företagets småbilar. Den första modellen presenterades 1977 och byggde på teknik från Fiat 127. 1988 kom nästa version, baserad på Fiat Uno och denna tillverkas än idag i Brasilien.
År 2007 presenterades en ny transportmodell med Fiorinonamnet. Denna modell, som utvecklats tillsammans med Citroën och Peugeot, kommer på sikt delvis att ersätta Doblómodellen, även om Fiorino är något mindre. I juni 2009 beställde Svenska posten 3000 bilar. Dessa har successivt ersatt de Renault Kangoo som tidigare var brevbärarnas tjänstefordon. Genom ett särskilt serviceavtal fick Posten (numera Postnord) tillgång till service och reservdelar trots att denna modell inte säljs på den svenska marknaden.